# Miró : La couleur de mes rêves
Miró : La couleur de mes rêves est une exposition artistique au Grand Palais, à Paris, du 3 octobre 2018 au 4 février 2019. Portant sur l'artiste espagnol Joan Miró, elle a Jean-Louis Prat pour commissaire.

## Liste de quelques œuvres exposées
Cette liste des œuvres exposées, incomplète, respecte l'ordre dans lequel elles apparaissent dans le catalogue d'exposition entre les pages 293 et 297. Les intitulés, les années de datation et les localisations sont conservés. Le numéro de catalogue d'une œuvre et la ou les pages où elle est reproduite dans l'ouvrage sont indiqués après un tiret. 
- 1. Nord-Sud, 1917, collection Adrien Maeght — p. 31.
- 2. Portrait de Vicens Nubiola (Homme à la pipe), 1917, musée Folkwang — p. 32.
- 4. Nu debout, 1918, musée d'Art de Saint-Louis — p. 35.
- 5. Le Potager à l'âne, 1918, Moderna Museet — p. 37.
- 6. La Maison du palmier, 1918, musée national centre d'art Reina Sofía — p. 39.
- 9. Autoportrait, 1919, musée Picasso — p. 47.
- 7. Mont-roig, l'église et le village, 1919, fondation Joan-Miró — p. 41.
- 11. Le Cheval, la pipe et la fleur rouge, 1920, Philadelphia Museum of Art — p. 51.
- 10. Portrait d'une danseuse espagnole, 1921, musée Picasso — p. 49.
- 8. La Ferme, 1921-1922, National Gallery of Art — p. 45.
- 12. Intérieur (La Fermière), 1922-1923, musée national d'Art moderne — p. 53.
- 13. Le Piège, 1924, collection privée — p. 54.
- 16. Paysan catalan à la guitare, 1924, musée Thyssen-Bornemisza — p. 57.
- 17. Le Carnaval d'Arlequin, 1924-1925, galerie d'art Albright-Knox — p. 59.
- 23. L'Addition, 1925, musée national d'Art moderne — p. 67.
- 24. Peinture (La Tache rouge), 1925, musée national centre d'art Reina Sofía — p. 68.
- 21. Peinture-poème (« Photo : ceci est la couleur de mes rêves »), 1925, Metropolitan Museum of Art — p. 65.
- 14. Tête de paysan catalan, 1925, Tate — p. 55.
- 29. Chien aboyant à la lune, 1926, Philadelphia Museum of Art — p. 75.
- 27. Main à la poursuite d'un oiseau, 1926, collection privée — p. 73.
- 26. Peinture (Le Fou du roi), 1926, Milwaukee Art Museum — p. 71.
- 30. Paysage (Paysage au coq), 1927, fondation Beyeler — pp. 76-77.
- 31. Paysage (Le Lièvre), 1927, musée Solomon R. Guggenheim — pp. 78-79.
- 34. Peinture, 1927, Lille Métropole - musée d'Art moderne, d'Art contemporain et d'Art brut — p. 84.
- 33. Peinture (Le Cheval de cirque), 1927, Hirshhorn Museum and Sculpture Garden — pp. 82-83.
- 35. Peinture (Tête), 1927, collection Nahmad — p. 85.
- 39. Intérieur hollandais I, 1928, Museum of Modern Art — p. 91.
- 40. Intérieur hollandais III, 1928, Metropolitan Museum of Art — p. 93.
- 42. Peinture, 1930, fondation Beyeler — p. 97.
- 46. Peinture (« Escargot, femme, fleur, étoile »), 1934, musée national centre d'art Reina Sofía — p. 103.
- 48. Personnage, 1934, musée national d'Art moderne — p. 106.
- 47. L'Objet du couchant, 1935-1936, musée national d'Art moderne — p. 105.
- 63. Peinture-poème (« Une étoile caresse le sein d'une négresse »), 1938, Tate — p. 127.
- 69. L'Oiseau migrateur, 1941, collection privée — p. 137.
- 82. La Course de taureaux, 1945, musée national d'Art moderne — p. 151.
- 108. Bleu I, 1961, musée national d'Art moderne — p. 196.
- 109. Bleu II, 1961, musée national d'Art moderne — p. 197.
- 110. Bleu III, 1961, musée national d'Art moderne — p. 198.
- 20. Peinture, 1925-1964, collection de Jake et Hélène Marie Shafran — p. 63.
- 120. Jeune fille s'évadant, 1967, collection privée — p. 212.
- 147. Peinture, vers 1973, Fondation Pilar et Joan Miró — pp. 254-255.
- 140. L'Espoir du condamné à mort I, 1974, fondation Joan-Miró — p. 245.
- 141. L'Espoir du condamné à mort II, 1974, fondation Joan-Miró — p. 246.
- 142. L'Espoir du condamné à mort III, 1974, fondation Joan-Miró — p. 247.
- 145. Femme devant le soleil I, 1974, fondation Joan-Miró — p. 251.
- 144. Femme devant la lune II, 1974, fondation Joan-Miró — p. 252.
- 143. Femme devant l'étoile filante III, 1974, fondation Joan-Miró — p. 249.

## Catalogue
- Jean-Louis Prat (dir.), Miró: la couleur de mes rêves (exposition, Paris, Galeries nationales du Grand Palais, du 3 octobre 2018 au 4 février 2019), Réunion des musées nationaux - Grand Palais, 2018 (ISBN 978-2-7118-7078-3)